# Sean Tuohy
Sean Albro Tuohy es un comentarista de deportes y empresario de restauración estadounidense. Durante su adolescencia jugó en el equipo de baloncesto de la Universidad de Misisipi, Estados Unidos, en la década de los 1980. También es conocido por ser la persona que ha sido más veces líder de la Southeastern Conference (en inglés: Conferencia del Sureste). Por otro lado Sean Tuohy y su familia, Leigh Anne Tuohy y sus hijos son los protagonistas de la novela de Michael Lewis The Blind Side: The Evolution of a Game (2006). Además, fueron retratados en el cine en la película The Blind Side (2009), protagonizada por Tim McGraw en el papel de Sean y Sandra Bullock en el papel de Leigh Anne. Asimismo el film obtuvo una nominación al Óscar a la mejor película y ganó en el apartado de mejor actriz para Sandra Bullock.

## Adolescencia
Sean Tuohy asistió a la escuela de secundaria en la ciudad de Nueva Orleans, Estados Unidos en la prestigiosa Isidore Newman School. En dicha escuela uno de los gimnasios lleva el nombre de la familia Tuohy, debido a que el padre de Sean, Edward «Skeets» Tuohy, fue durante mucho tiempo un respetado entrenador en la institución. Después de que su padre sufriera un derrame cerebral y muriera, Sean siguió asistiendo a la escuela privada. Una vez terminó sus estudios dentro de la Isidore Newman School fue tentado para jugar al béisbol con el equipo de los Reds, pero rechazó la oferta para poder asistir a la universidad y continuar con su formación académica. Sean salió de la escuela privada con una beca en baloncesto, deporte que había practicado siempre.
Una vez en la universidad, Sean rompió varios récords en la liga. Tras ello obtuvo numerosos premios y reconocimientos por su juego en el baloncesto. Durante su estancia en la universidad conoció a la que sería su futura esposa y madre de sus hijos, Leigh Anne Tuohy.

## Comentarista de la NBA
Sean Tuohy se encuentra en su novena temporada como comentarista de los Memphis Grizzlies. Además, tiene siete años de experiencia como analista de radio y como comentarista en las emisiones nacionales de Westwood One y Radio CBS.

## Vida personal
Sean vive con su familia en la localidad de Memphis, Tennessee. Además posee más de 85 franquicias de comida rápida, entre las que cabe destacar establecimientos de Taco Bell, Kentucky Fried Chicken, Pizza Hut y Long John Silver's. Es el tutor legal de Michael Oher, conocido jugador de fútbol de los Carolina Panthers y ganador del Super Bowl XLVII. Tuohy se casó con la animadora Leigh Anne Tuohy y son padres biológicos de dos hijos, Collins, la cual fue la ganadora del estado en la categoría de salto con pértiga y de Sean, Jr., «SJ».